# 塔玛拉·卡萨维娜
塔玛拉·普拉托诺夫娜·卡萨维娜（羅馬化：Tamara Platonovna Karsavina）（1885年3月9日—1978年5月26日）是俄罗斯首席芭蕾舞者，以美丽著称，她是俄罗斯帝国芭蕾舞团的首席艺术家，后成为谢尔盖·达基列夫的俄罗斯芭蕾舞团的首席艺术家。在定居英国伦敦汉普斯特德后，她开始专业教授芭蕾舞，并被公认为现代英国芭蕾的创始人之一。她协助建立了皇家芭蕾舞团，并且是皇家舞蹈学院的创始成员，该学院现在是世界上最大的舞蹈教学机构。

## 家庭和早年生活
塔玛拉·卡萨维娜出生于圣彼得堡，父亲是柏拉图·卡萨维，母亲是安娜·约西弗娜（Anna Iosifovna，娘家姓霍米亚科娃Khomyakova）。:4柏拉图是帝国芭蕾舞团的首席舞蹈演员和默剧演员，还在帝国芭蕾学校担任讲师。米哈伊尔·福金即是他的学生，后来成为他女儿的舞伴和情人。
塔玛拉的哥哥列夫·卡萨维（1882－1952）是宗教哲学家和中世纪历史学家。她的侄女玛丽安娜·卡萨维娜（Marianna Karsavina，1910－1993）嫁给了乌克兰作家和艺术赞助人彼得·苏钦斯基。宗教诗人和亲斯拉夫运动的联合创始人阿列克谢·霍米亚科夫是她娘家的远亲。
塔玛拉的父亲曾是教师兼编舞家马里于斯·珀蒂帕最得意的学生，但后来他们之间关系恶化。塔玛拉怀疑珀蒂帕是导致她父亲被迫提前退休的“政治阴谋”的幕后黑手。尽管柏拉图继续在帝国芭蕾学校任教，并保留了一些私人学生，但他对这段经历非常失望。
塔玛拉后来写道：
我认为对他们自尊心的打击，对他们来说不仅仅意味着经济上的考虑。毕竟，我们总是勉强糊口，从不展望未来，在有钱的时候尚且入不敷出，在没钱的时候只能想方设法度日。父亲有理由期待被留下来再次服务，就像其他有他那样地位的艺术家一样。告别舞台，他心痛不已。:25

## 教育

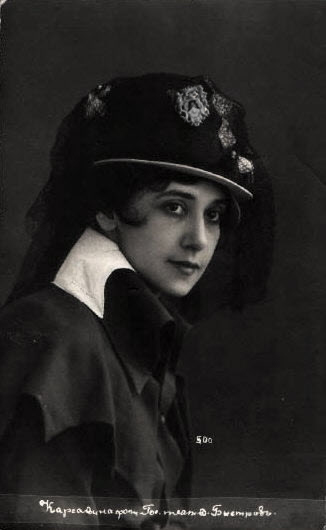
塔玛拉·普拉托诺夫娜·卡萨维娜，圣彼得堡，1915年左右

由于自己的痛苦经历，柏拉图最初拒绝让塔玛拉学习芭蕾舞，但她母亲为她说了情。
“我妈的梦想是让我成为一名舞者。”卡萨维娜后来写道。“‘这对女人来说是一份美好的职业，’她会说，‘我认为这孩子很向往舞台；她喜欢打扮，总是照镜子。’”:25
塔玛拉的母亲没有征得柏拉图的同意，就安排她开始向他们家的一位朋友、退休舞蹈家维拉·乔科娃（Vera Joukova）学习舞蹈。:27几个月后，柏拉图得知女儿已经开始上舞蹈课了，他接受了这一事实，并成为她的主要教练。但塔玛拉的日子并不好过，她称她父亲是她“最严格的老师……为了跟上他的要求，我只能竭尽全力”。:36
1894年，经过严格的考试，塔玛拉被皇家芭蕾学校录取。在母亲的催促下，塔玛拉选择在1902年初提前毕业。当时尚没有女性在18岁之前就开始专业跳舞，但她父亲在1896年失去了学校的教职，使其家庭陷入了可怕的经济困境。塔玛拉作为芭蕾伴舞团的舞者所获得的微薄收入，已成为他们的迫切需要。
从皇家芭蕾学校毕业后，卡萨维娜的级别疾速上升，迅速成为皇家芭蕾舞团的领舞。她跳了珀蒂帕的全部曲目。

## 职业生涯
卡萨维娜最著名的角色是《可怜的女儿》中的丽莎（Lise）、《海盗》中的梅多拉（Medora）和《小驼背马》中的沙皇少女（Tsar Maiden）。1915年，她成为第一位在所谓的《海盗双人舞》中跳舞的芭蕾女演员。
编舞家乔治·巴兰奇说，他对卡萨维娜的表演有着美好的回忆，当时他在帝国芭蕾学校读书。1910年之前不久，谢尔盖·达基列夫的俄罗斯芭蕾舞团定期邀请她一起去巴黎跳舞。在该公司期间，她在米哈伊尔·福金的芭蕾舞剧中扮演了许多她最著名的角色，包括《彼得鲁什卡》和《玫瑰幽灵》。后者是她与哈罗德·特纳搭档。她最出名的可能是在福金的《火鸟》中担当主角，与她临时搭档的是瓦斯拉夫·尼金斯基。（该角色最初是打算给安娜·巴甫洛娃的，但她无法接受斯特拉文斯基惊人的新配乐。）

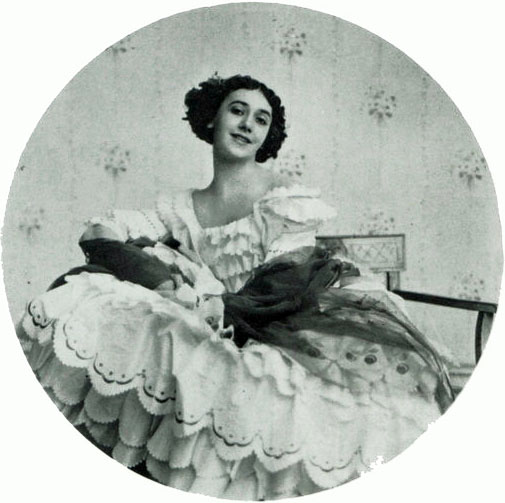
塔玛拉·卡萨维娜

1918年，卡萨维娜离开了俄罗斯，就在俄国内战开始时布尔什维克发动红色恐怖之前。她搬到了巴黎，并在那里继续与俄罗斯芭蕾舞团合作，担任领舞。（她的哥哥列夫·卡萨维于1922年在一艘哲学船上被布尔什维克驱逐出俄罗斯。1928年，他移居新独立的立陶宛，在那里获得了文化史的大学教席，直至1939年。但当苏联占领立陶宛时，他被捕并被驱逐到一所古拉格，并于1952年在那里去世。）
卡萨维娜的回忆录《剧院街》（Theatre Street，帝国芭蕾学校所在街道的名称，因为它靠近亚历山德罗夫斯基剧院Alexandrovskii Theatre）描述了她在帝国芭蕾学校的训练，以及她在马林斯基剧院和俄罗斯芭蕾舞团的职业生涯。在竞争异常激烈的芭蕾舞界，她几乎受到所有人的喜爱。卡萨维娜确实有安娜·巴甫洛娃这样的竞争对手；然而在《剧院街》中，卡萨维娜总是以友好大方的态度来描写她，例如：“巴甫洛娃当时（当她是同学时）几乎没有意识到，在她轻盈的身材和技术局限中，隐藏着她迷人个性的最伟大的力量。”:70在电影《吉赛尔的肖像》中，卡萨维娜回忆起一次“衣服滑落”：在一次表演中，她一侧的肩带掉了下来，不小心走了光。巴甫洛娃安慰了尴尬的卡萨维娜，让她流下了眼泪。

## 个人生活
1904年，受母亲安娜·约西弗娜的引导，卡萨维娜拒绝了米哈伊尔·福金的求婚。这导致两人之间酝酿了不安，这为他们未来的关系增添了异样。她后来说，福金很少在芭蕾工作室外和她说话。:28
1907年，她再次受母亲的引导，在芭蕾学校的小教堂嫁给了公务员瓦西里·瓦西里耶维奇·穆欣（Vasili Vasilievich Mukhin，1880－1941年之后）。穆欣偶尔会陪着她参加达基列夫巡演。:41
1918年6月，即与穆欣离婚一年后，卡萨维娜与英国外交官亨利·詹姆斯·布鲁斯（1880－1951）结婚。他是卡萨维娜的儿子尼基塔（Nikita，1916－2002）的父亲。:233

## 晚年
卡萨维娜搬到了伦敦的汉普斯特德，在那里她继续与芭蕾舞界的名人交往。
她偶尔会协助再现她曾经参演的芭蕾舞剧，尤其是《玫瑰幽灵》，她曾在该剧中指导过玛格·芳登和鲁道夫·纽瑞耶夫。她是厄休拉·德阿波夫人的芭蕾舞老师。1959年，在弗雷德里克·阿什顿爵士重振皇家芭蕾舞团的《可怜的女儿》时，卡萨维纳为他提供了建议。她教了阿什顿在著名场景“当我结婚时”（When I'm Married）中珀蒂帕的原创默剧对话，还有他为“鲁班舞曲”（Pas de Ruban）的编舞，这两个段落至今仍保留在阿什顿的作品中。

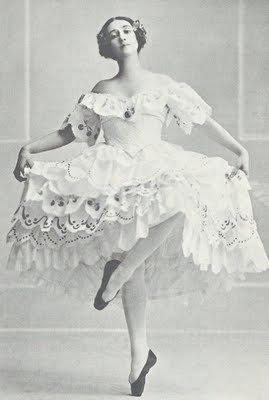
塔玛拉，1912年
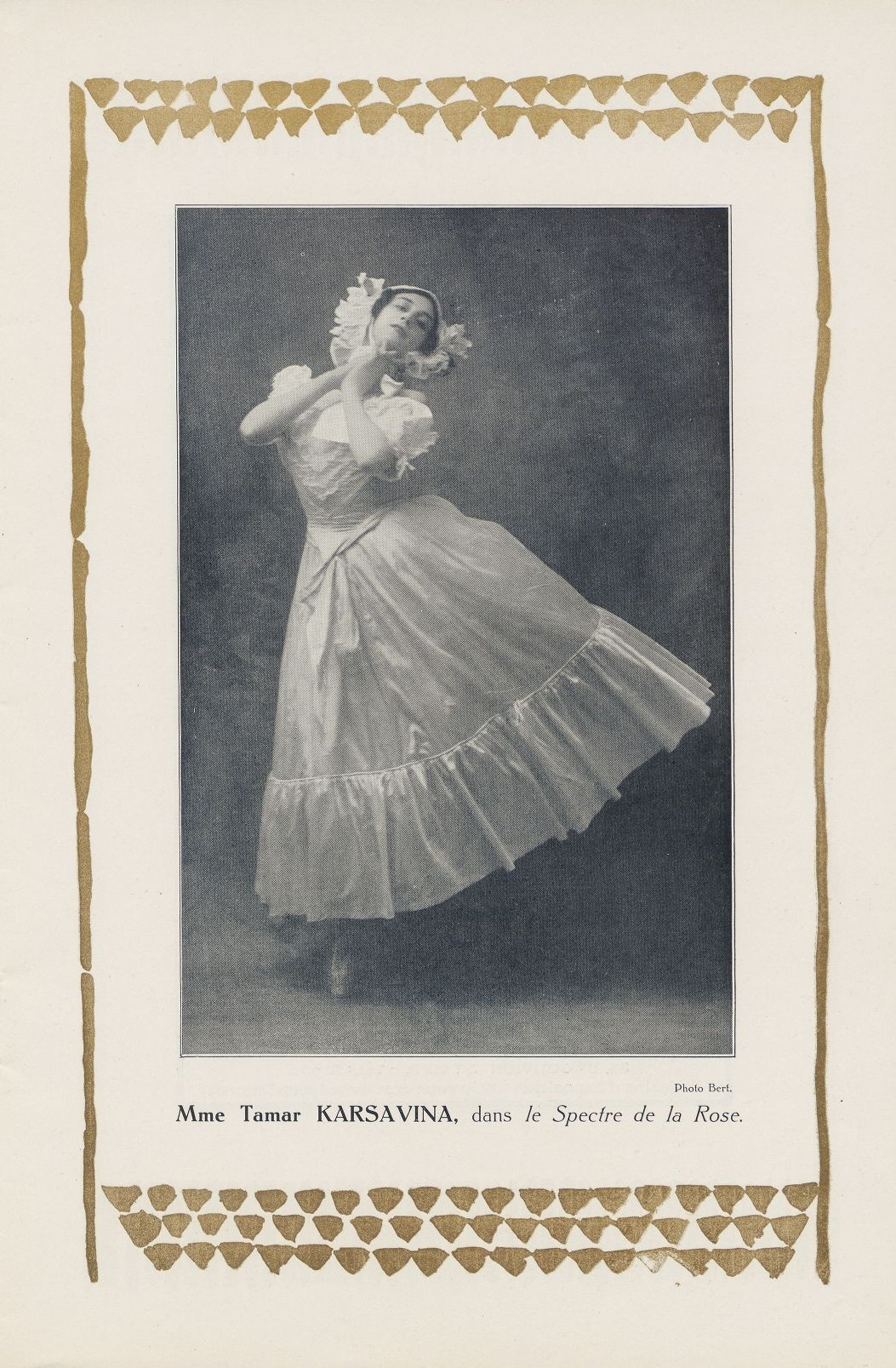
卡萨维娜在俄罗斯芭蕾舞团，1913年
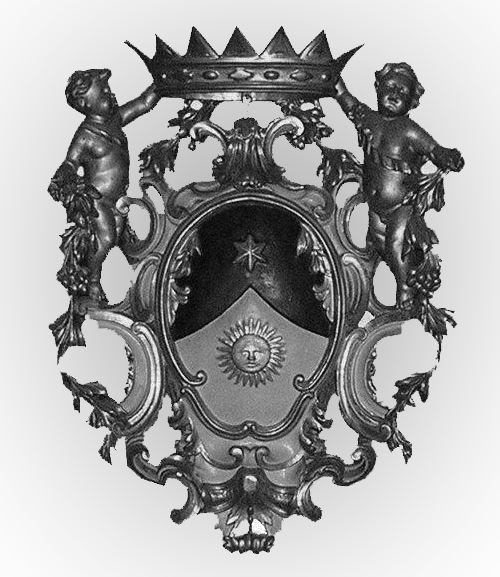
塔玛拉·卡萨维娜最喜欢的珠宝
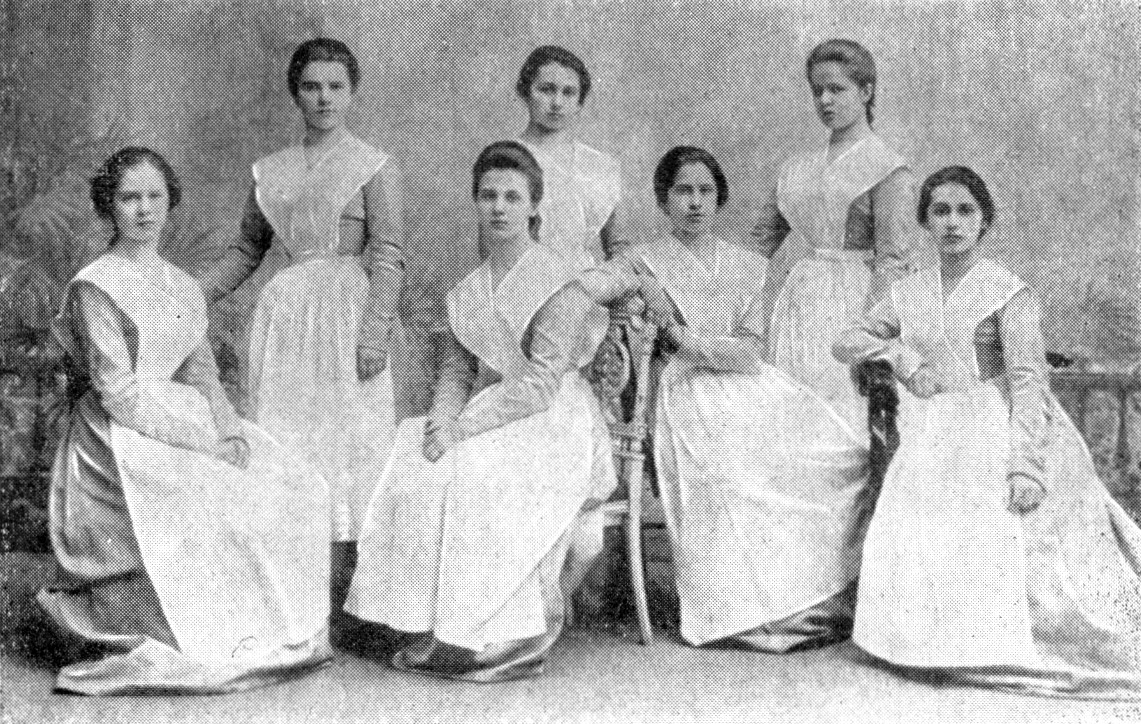
帝国芭蕾学校研究生班，1902年。最右边的学生是塔玛拉·卡萨维娜
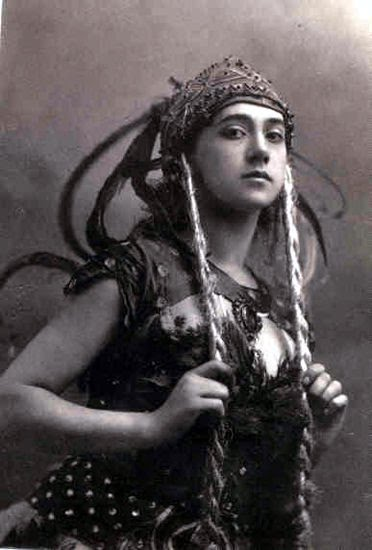
Tamara Karsavina In "L'Oiseau de feu" / 《火鸟》（1910年）
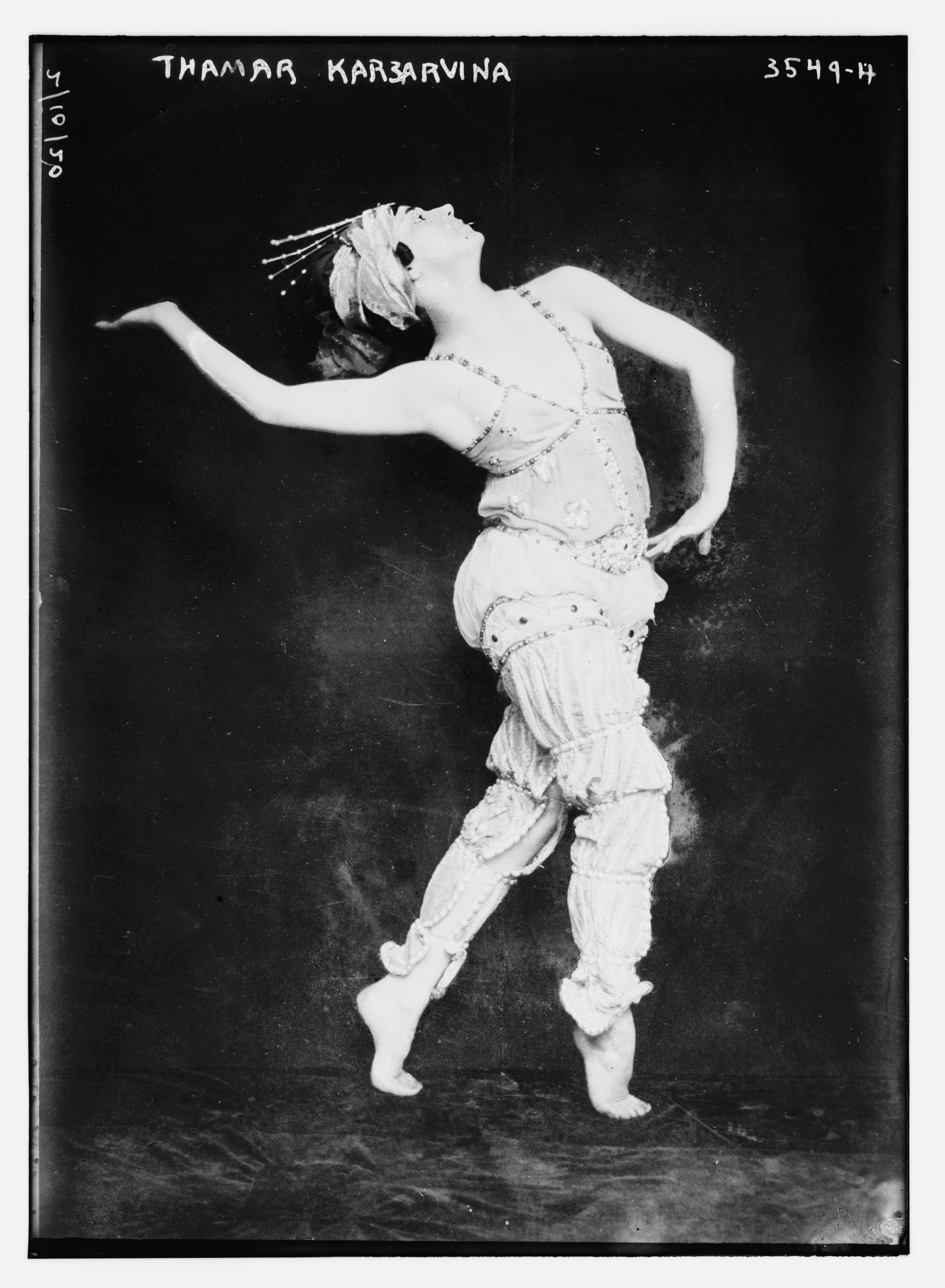
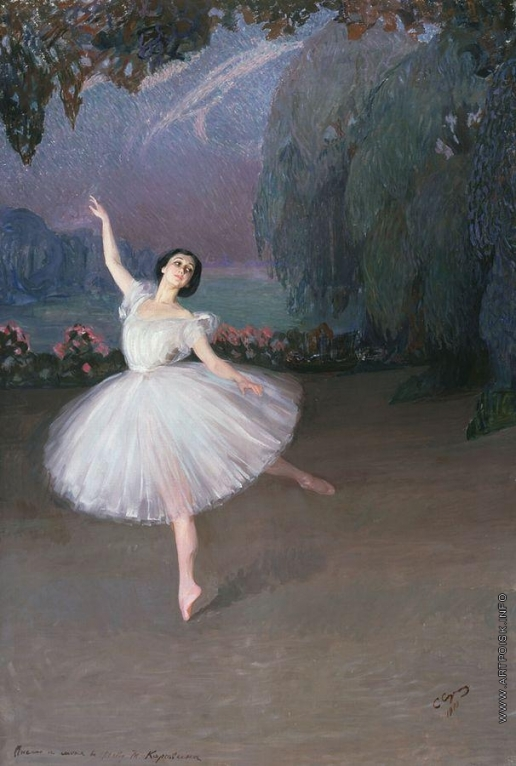
塔玛拉·卡萨维娜在《仙女们（英语：Les Sylphides）》中，萨维利·索林（法语：Savely Abramovitch Sorine）绘

## 出版物
- 塔玛拉·卡萨维娜.  [斯特拉文斯基回忆录]. 节奏（英语：Tempo (journal)）（新系列）. 1948年夏季, (8（斯特拉文斯基编号）): 7－9 （英语）.
- 塔玛拉·卡萨维娜.  [剧院街：塔玛拉·卡萨维娜回忆录]. 伦敦: 海涅曼（英语：Heinemann (publisher)）. 1930年3月 （英语）.1930年3月重印。J·M·巴里作序。卡萨维娜的丈夫确认，是她自己直接用英语写的回忆录。随后的俄语（和其它语言）版本是从英语版翻译来的。第二版，修订版：伦敦：康斯特布尔（英语：Constable & Robinson），1948年；纽约：E·P·达顿（英语：E. P. Dutton），1950年。在1947年10月20日的该版本前言中，卡萨维纳说：“我在1929年8月20日写完了这本书，那天我听说了达基列夫的死讯。当时我没有修改我写的关于他的内容：我只当他还活着，就像我认识他时一样。在这个修订版中，我做了同样的处理。但我增加了一章，以便将达基列夫的个性特征集中起来，它们原先是分散在书中的。”[5]:v